# Hirosimayusurika tsujii
Hirosimayusurika tsujii är en tvåvingeart som beskrevs av Sasa, Shimomura och Matsuo 1991. Hirosimayusurika tsujii ingår i släktet Hirosimayusurika och familjen fjädermyggor. Inga underarter finns listade i Catalogue of Life.